# Втулочная муфта

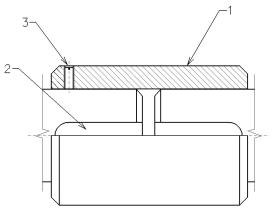
Конструкция втулочной муфты

Муфта втулочная — жёсткая (глухая) муфта постоянного соединения, основной деталью которой является втулка, прикреплённая к концам соединяемых валов.
Втулка (1) является одновременно и ведущим, и ведомым элементом. Она устанавливается на концах валов с использованием штифтового (тип 1), шпоночного (2) (тип 2 — с призматической шпонкой и тип 3 — с сегментной шпонкою) или шлицевого (тип 4) соединения для фиксации от проворачивания при передаче крутящего момента и вращательного движения. Для фиксации осевых перемещений используется стопорный винт (3) или штифт.
Преимуществом втулочных муфт являются малые габариты в радиальном направлении.